# Cathy's Clown
Cathy's Clown — пісня гурту The Everly Brothers, випущена 1960 року.
Пісня потрапила на першу сходинку Billboard Hot 100, обсяг продажів склав близько 8 мільйонів копій. Ця пісня потрапила до списку 500 найкращих пісень усіх часів за версією журналу Rolling Stone